# Disterigma ovatum
Disterigma ovatum är en ljungväxtart som först beskrevs av Henry Hurd Rusby, och fick sitt nu gällande namn av Joseph Blake. Disterigma ovatum ingår i släktet Disterigma och familjen ljungväxter. Inga underarter finns listade i Catalogue of Life.